# Ingelfingen
Ingelfingen település Németországban, azon belül Baden-Württembergben. Lakosainak száma 5489 fő (2023. december 31.).

## Népesség
A település népessége az elmúlt években az alábbi módon változott:
| Lakosok száma | 4564 | 5013 | 5405 | 5263 | 5324 | 5660 | 5867 | 5843 | 5575 | 5489 |
|               | 1961 | 1967 | 1974 | 1980 | 1987 | 1993 | 2000 | 2006 | 2013 | 2023 |